# Манихики (избирательный округ)
Манихики (Manihiki) — один из 24 избирательных округов Островов Кука. Включает в себя остров Манихики.
Апии Пихо (Apii Piho) из Демократической партии Островов Кука в настоящее время депутат, представляющий этот избирательный округ в парламенте Островов Кука (избран в 2006 году).